# Jacques-Nicolas Bellin

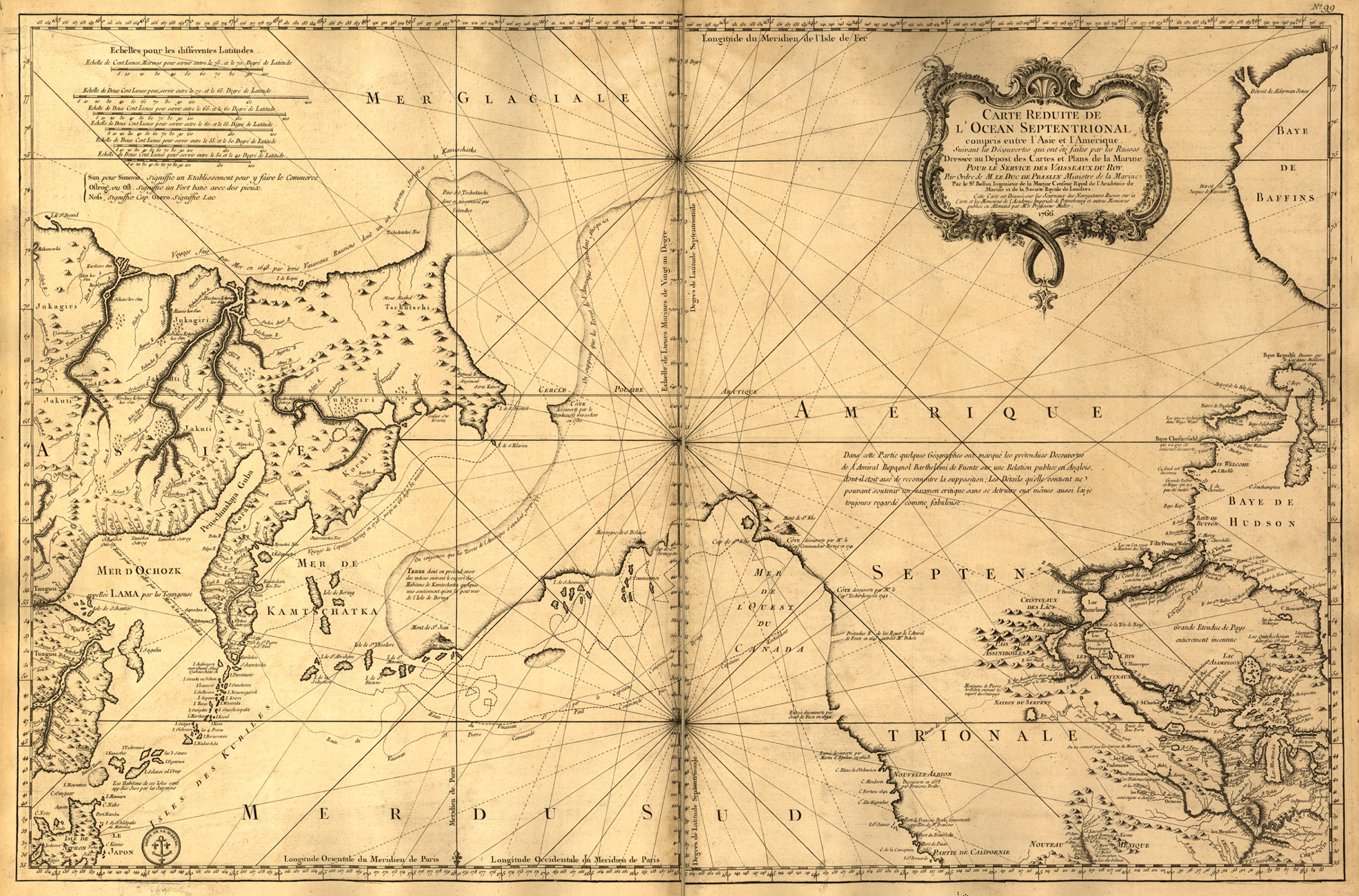
Carte réduite de l'océan septentrional …, aus Bellins Atlas L'hydrographie françoise, Paris 1766

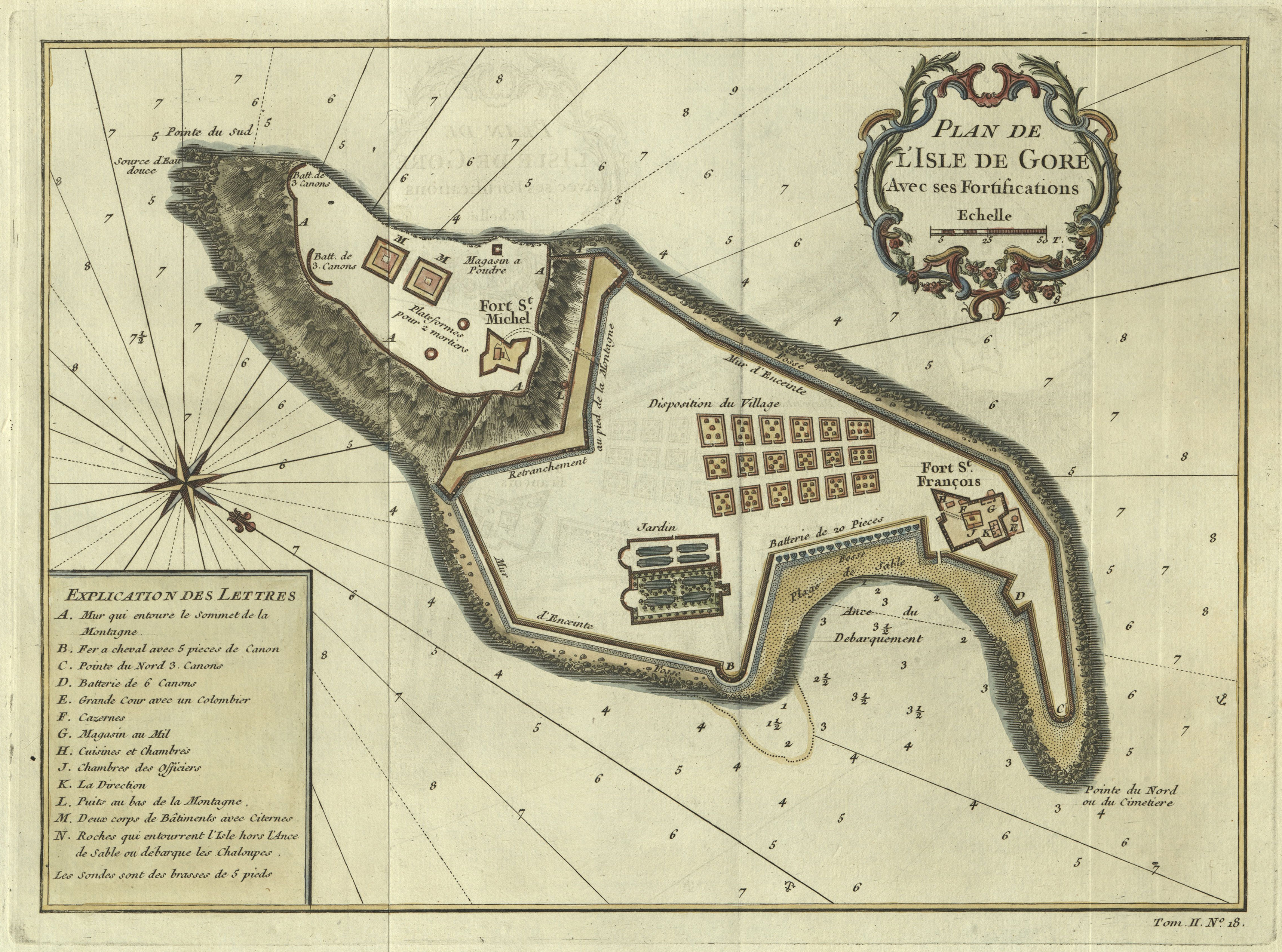
Plan de L'Isle de Gore, aus Bellin, 1749

Jacques-Nicolas Bellin (* 1703 in Paris; † 21. März 1772 in Versailles) war ein französischer Kartograph, Ingenieur-Geograph, Hydrograph der Marine. Als Beiträger zur Encyclopédie verfasste er mehr als tausend Artikel über maritime Themen.

## Leben und Werk
Als Kartograph zeichnete Bellin sich vor allem auf dem Gebiet der Seekartographie aus. Ab 1721 arbeitete er für das Dépôt des cartes et plans de la Marine, von 1741 bis zu seinem Tod als Ingenieur-Hydrograph der Marine. Im Jahr 1753 erschien sein Atlas Neptune français, der alle Küsten Frankreichs abbildete, 1756 die alle Meere der Erde betreffende Hydrographie françoise. Im Jahr 1764 erschien der fünfbändige Petit Atlas maritime, den Bellin auf Befehl des Marineministers Choiseul anfertigte. Darüber hinaus verfasste er eine Reihe geographischer Werke und mit Nouvelle méthode pour apprendre la géographie (1769) ein geographisches Lehrbuch für den Unterricht. Seine Karten illustrierten unter anderem Bougainvilles 1771 erschienenes Werk Voyage autour du monde.
Als Mitautor der von Diderot und d'Alembert herausgegebenen Encyclopédie verfasste Bellin mehr als tausend Artikel aus dem Gebiet der Schifffahrt und Marine; seine Beiträge sind mit „(Z)“ gekennzeichnet.

## Artikel in derEncyclopédie(Auswahl)
- Artikel Frégate (Marine.), Band 7: Foang – Gythium (November 1757), S. 293f.
- Artikel Galiote (Marine.), Band 7: Foang – Gythium (November 1757), S. 447

## Eigenständige Werke (Auswahl)
- Neptune français (1753)
- Hydrographie françoise (1756)
- Tableau des pavillons ou banniéres que la pluspart des nations arborent à la mer : Fait au Depôt des Cartes et Plans de la Marine pour le Service des Vaissaux du Roy. (1756). Digitalisierte Ausgabe der Universitäts- und Landesbibliothek Düsseldorf
- Petit Atlas maritime (1764)
- Nouvelle méthode pour apprendre la géographie (1769)